# Малу Спарт (Ђурђу)
Малу Спарт (рум. Malu Spart) насеље је у Румунији у округу Ђурђу у општини Болинтин-Вале. Oпштина се налази на надморској висини од 111 m.

## Становништво
Према подацима из 2002. године у насељу је живело 2996 становника, од којих су сви румунске националности.